# Кантје
Кантје (фр. Cantiers) насеље је и општина у северној Француској у региону Горња Нормандија, у департману Ер која припада префектури Andelys.
По подацима из 2011. године у општини је живело 210 становника, а густина насељености је износила 92,11 становника/km². Општина се простире на површини од 2,28 km². Налази се на средњој надморској висини од 125 метара (максималној 132 m, а минималној 95 m).

## Демографија
| 1962. | 1968. | 1975. | 1982. | 1990. | 1999. | 2011. |
| ----- | ----- | ----- | ----- | ----- | ----- | ----- |
| 59    | 92    | 95    | 99    | 164   | 203   | 210   |

График промене броја становника у току последњих година